# Nadia Boulanger
Nadia Boulanger (AFI: francés /naˈdja bulɑ̃ˈʒe/, París, 16 de septiembre de 1887 – ibidem, 22 de octubre de 1979) fue una compositora, pianista, organista, directora de orquesta, intelectual y profesora francesa que formó y enseñó a muchos de los grandes compositores del siglo XX. Según el compositor Ned Rorem, «fue la pedagoga musical más importante que jamás existió».

## Biografía
Hija del compositor Ernest Boulanger y de su esposa Raissa (1856-1935), y nieta de la cantante Julie Boulanger, Nadia nació en París el 16 de septiembre de 1887, en el seno de una familia con una larga tradición musical: su abuela Marie-Julie Hallinger estudió violonchelo en el Conservatorio Real, donde conoció a Fréderic Boulanger, que estudiaba el mismo instrumento. Ernest Boulanger, su hijo, entró a los dieciséis años al Conservatorio, donde estudió piano y composición. Siendo muy joven, Nadia ganó el Gran Premio de Roma, la máxima distinción que podía recibir un músico. Tanto Nadia como su hermana Lili crecieron bajo la severa mirada materna. Según Leonie Rosenstiel, el carácter eslavo de Raissa Myschetsky le imprimió un fuerte cariz a la educación de sus hijas. Entró temprano al Conservatorio y pronto demostró talento como pianista y como organista. Ganó varios concursos de solfeo, órgano, acompañamiento al piano y fuga. Estudió con Gabriel Fauré y con Charles-Marie Widor. Al principio, dio clases de piano elemental y acompañamiento al piano. Luego, de armonía, contrapunto, fuga y órgano. Sin embargo, nunca llegó a dictar el curso de composición en el Conservatorio de París.
Como directora de orquesta, fue una de las primeras en recuperar las obras de Claudio Monteverdi (en la década de 1930), y fue la primera mujer que dirigió un concierto para la Royal Philharmonic Society de Londres (1937), para la Orquesta Sinfónica de Boston (1938) y para la Orquesta Filarmónica de Nueva York (1939).
En 1921, llegó a ser profesora en el American Conservatory of Music, en Fontainebleau, y desde 1950 como directora del conservatorio. Hizo giras por Estados Unidos, Inglaterra y Europa. Enseñó en la Juilliard School, en la Yehudi Menuhin School, en la Longy School, en el Royal College of Music, en la Royal Academy of Music y durante siete décadas en su apartamento, donde cada miércoles se reunían alumnos e intelectuales.
Hasta su muerte, ocurrida a los 92 años, se la llamó "Mademoiselle", murió soltera, era devota católica practicante y se calcula que tuvo más de 1200 alumnos.
Sus herederos fueron su antigua estudiante Cécile Armagnac y su asistente personal, la compositora y profesora Annette Dieudonné, que donó parte de sus posesiones. Su apartamento parisino en 36 rue Ballu (hoy 1 Place Lili Boulanger) fue donado a la Academia de Bellas Artes.

## Premios y reconocimientos
- 1932: Caballero de la Orden de la Legión de Honor (República Francesa)
- 1934: Orden de Polonia Restituida (República de Polonia)
- 1962: Premio Henry Howland Memorial (Estados Unidos de América)
- 1975: Medalla de Oro de la Academia de Bellas Artes Institut de France (República Francesa)
- 1977: Gran Oficial de la Orden de la Legión de Honor (República Francesa)
- 1977: Orden del Imperio Británico (Reino Unido)
- Orden de San Carlos (Principado de Mónaco)
- Orden de la Corona (Reino de Bélgica)

## Composiciones
- Allons voir sur le lac d'argent (Paul-Armand Silvestre), 1905
- Ecoutez la chanson bien douce (Paul Verlaine), 1905
- Les sirènes (Charles Grandmougin), 1905
- À l'aube (Paul-Armand Silvestre), chorus, orchestra, 1906
- À l'hirondelle (Sully Prudhomme), 1908
- La sirène (E. Adenis/Desveaux), 1908
- Dnégouchka (G. Delaquys), 1909
- 30 canciones para voz y piano

Extase (Hugo), 1901
Désepérance (Verlaine), 1902
Cantique de soeur Béatrice (Maeterlinck), 1909
Une douceur splendide et sombre (A. Samain), 1909
Larme solitaire (Heine), 1909
Une aube affaiblie (Verlaine), 1909
Prière (Bataille), 1909
Soir d'hiver (N. Boulanger), 1915
Au bord de la nuit, Chanson, Le couteau, Doute, L'échange (Mauclair), 1922
J'ai frappé (R. de Marquein), 1922
Piezas de cámara
- 3 pièces, organ, 1911, arr. cello, piano
- 3 pièces, piano, 1914
- Pièce sur des airs populaires flamands, organ, 1917
- Vers la vie nouvelle, piano, 1917

Piezas orquestales
- Allegro, 1905
- Fantaisie variée, 1912

con Raoul Pugno
- Les heures claires (Verhaeren),1909
- La ville morte (d'Annunzio), opera, 1910–1913

## Discografía
En el 2001 se publicó en Francia una reedición en disco compacto, probablemente no oficial, de un disco que contenía el Réquiem de Gabriel Fauré, y de madrigales de Claudio Monteverdi, dirigidos por Nadia Boulanger. No hay identificación precisa de la fecha, ni del coro ni de la orquesta, ni tampoco número de serie. Esta grabación permite estimar la calidad del trabajo de Nadia Boulanger.
En Fauré, pese a que la solista interpreta el número cuatro (Pie Jesu) del Réquiem con mucho portamento y con un vibrato exagerado, el coro, en cambio, aparece equilibrado y bien preparado, pese a una cuerda de tenores algo exigua. La calidad de las voces es correcta y los matices marcados en la partitura están rigurosamente respetados. Las cuerdas del coro son límpidas y en todo momento es posible seguir cada cuerda sin dificultad. El sonido es natural, al límite de voces abiertas, sin portamento y sin más vibrato que el vibrato natural de cada voz.
En Monteverdi, pese a la baja calidad de la toma de sonido original, se aprecian en el coro las mismas cualidades; el fraseo es límpido y la interpretación tiene mucha gracia y delicadeza.

## Registros
- 1997 – Women of Note. (Koch International Classics B000001SKH).
- 1999 – BBC Legends: Nadia Boulanger. (BBC Legends BBCL 40262).
- 2000 – Chamber Music by French Female Composers. (Classic Talent B000002K49).
- 2004 – Tribute to Nadia Boulanger. (Cascavelle VEL 3081).
- 2006 – Le Baroque Avant Le Baroque. (EMI Classics France B000CS43RG).

## Alumnos
- Douglas Allanbrook

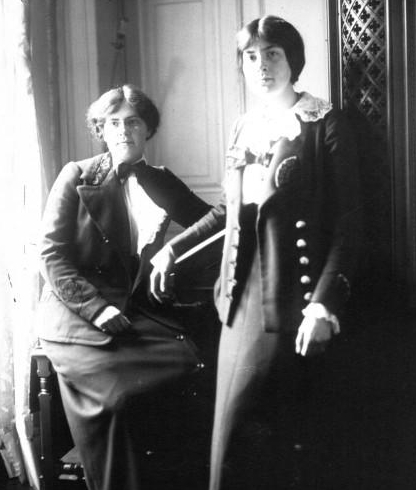
Nadia y Lili Boulanger, 1913.

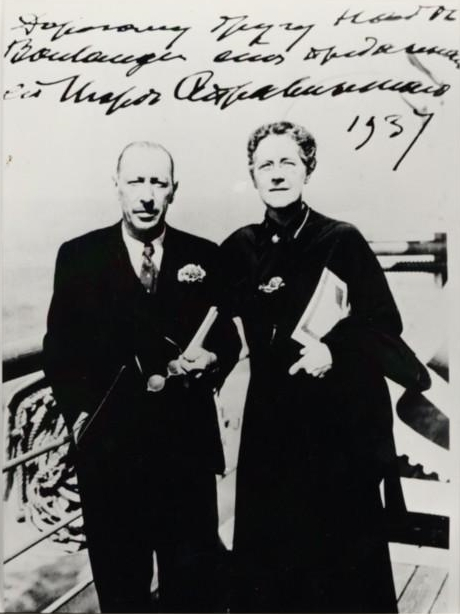
Nadia Boulanger con Ígor Stravinski.

- José Antônio Rezende de Almeida Prado
- Ruth Anderson
- István Anhalt
- George Antheil
- Blas Emilio Atehortúa
- Burt Bacharach
- Armando Guevara Ochoa
- Daniel Barenboim
- Leslie Bassett
- Marion Bauer
- John S. Beckett
- John Beckwith
- Robert Russell Bennett
- Arthur Berger
- Lennox Berkeley
- Vanraj Bhatia
- İdil Biret
- Diane Bish
- Easley Blackwood, Jr.
- Marc Blitzstein
- Cecilia Clare Bocard
- Christopher Bochmann
- Peter Brewis
- Mark Brunswick
- Walter Buczynski
- Donald Byrd
- Arturo Zeballos
- Oleg Caetani
- William Earl Caplin
- Elliott Carter
- Paul Chihara
- John Chowning
- Robert Cogan
- Joel Cohen
- David Conte
- Aaron Copland
- Jorge Urrutia Blondel
- Carlos Riesco
- Jean Coulthard
- Noah Creshevsky
- Tan Crone
- Maria Curcio
- Clifford Curzon
- Gabriel Cusson
- Ingolf Dahl
- Isabelle Delorme
- Robert Nathaniel Dett
- Liam Devlin
- David Diamond
- John Woods Duke
- Cecil Effinger
- Donald Erb
- Julio Estrada
- Manuel M. Ponce
- Yona Ettlinger
- Beatriz Ferreyra
- Scott Fields
- Irving Fine
- Ross Lee Finney
- Charles Fox
- Arthur Frackenpohl
- Jean Françaix
- John Eliot Gardiner
- Kenneth Gilbert
- Egberto Gismonti
- Peggy Glanville-Hicks
- Philip Glass
- Jay Gottlieb
- Donald Grantham
- Gerardo Guevara
- Alexei Vasilievich Haieff
- Adolphus Hailstork
- Gerre Hancock
- Donald Harris
- Roy Harris
- Stephen Hicks
- Peter Hill
- H. Wiley Hitchcock
- Joseph Horovitz
- Mary Howe
- Gordon Hughes
- Susan Hurley
- Karel Husa
- Andrew Imbrie
- Grant Johannesen
- Richard Johnston
- Quincy Jones
- Maurice Journeau
- Robert Kapilow
- Vitezslava Kapralova
- Tina Katz
- Harrison Kerr
- Hidayat Inayat Khan
- Noor Inayat Khan
- Vilayat Inayat Khan
- Wojciech Kilar
- Jerry Kirkbride
- Ralph Kirkpatrick
- Peter Paul Koprowski
- Stefan Kozinski
- Leo Kraft
- Zygmunt Krauze
- Gail KubikTMToni
- John La Montaine
- Philip Lasser
- Noël Lee
- Denoe Leedy
- Michel Legrand
- Robert D. Levin
- Gilbert Levine
- Anthony Lewis
- Dinu Lipatti
- Normand Lockwood
- Judith Malafronte
- Marcelle de Manziarly
- Igor Markevitch
- Sylvia Marlowe
- Roger Matton
- Nicholas Maw
- Boyd McDonald
- Adolfo Mejía Navarro
- Joyce Mekeel
- Gian Carlo Menotti
- Jeremy Menuhin
- Pierre Mercure
- Krzysztof Meyer
- Yvar Mikhashoff
- Robert Moevs
- Pierre Mollet
- Errol Morris
- Douglas Moore
- Thea Musgrave
- Zygmunt Mycielski
- Emile Naoumoff
- Ginette Neveu
- David Ohanian
- Albert Alan Owen
- Thomas Pasatieri
- Don Paterson
- José Peris Lacasa
- Michel Perrault
- Julia Perry
- Astor Piazzolla
- Daniel Pinkham
- Walter Piston
- Marta Ptaszynska
- Priaulx Rainier
- Joe Raposo
- Willard Rhodes
- John Donald Robb
- Hugh Robertson
- Robert Xavier Rodríguez
- Bernard Rogers
- Joseph Willard Roosevelt
- Carol Rosenberger
- Laurence Rosenthal
- Rico Saccani
- Avi Schönfeld
- Carl Schurtz
- P.Ireneu Segarra
- Roger Sessions
- Harold Shapero
- Allen Shawn
- Robert Sherlaw Johnson
- Elie Siegmeister
- Stanisław Skrowaczewski
- William Sloane Coffin
- Richard Stoker
- Maurine Stuart
- Soulima Stravinsky
- Charles Strouse
- Howard Swanson
- Henryk Szeryng
- Louise Talma
- Nell Tangeman
- Bob Telson
- Virgil Thomson
- Lester Trimble
- David Tunley
- Geirr Tveitt
- David Ward-Steinman
- Elinor Remick Warren
- Beveridge Webster
- Richard Westenburg
- George Balch Wilson
- Antoni Wit
- Russell Woollen
- Stavros Xarchakos
- James Yannatos
- Christopher Yavelow
- Narciso Yepes
- Rolv Yttrehus
- Ronald Zollman
- Francisco Zumaque